# إديم كوجو
إدوارد كوجو (بالفرنسية: Edem Kodjo)‏، يعرف أكثر باسم إديم كوجو (23 مايو 1938) سياسي ودبلوماسي توغوي ولقد كان الأمين العام لمنظمة الوحدة الأفريقية بين عامي 1978-1983 .

## روابط خارجية
- إديم كوجو على موقع مونزينجر (الألمانية)